# Antoni Suchanek

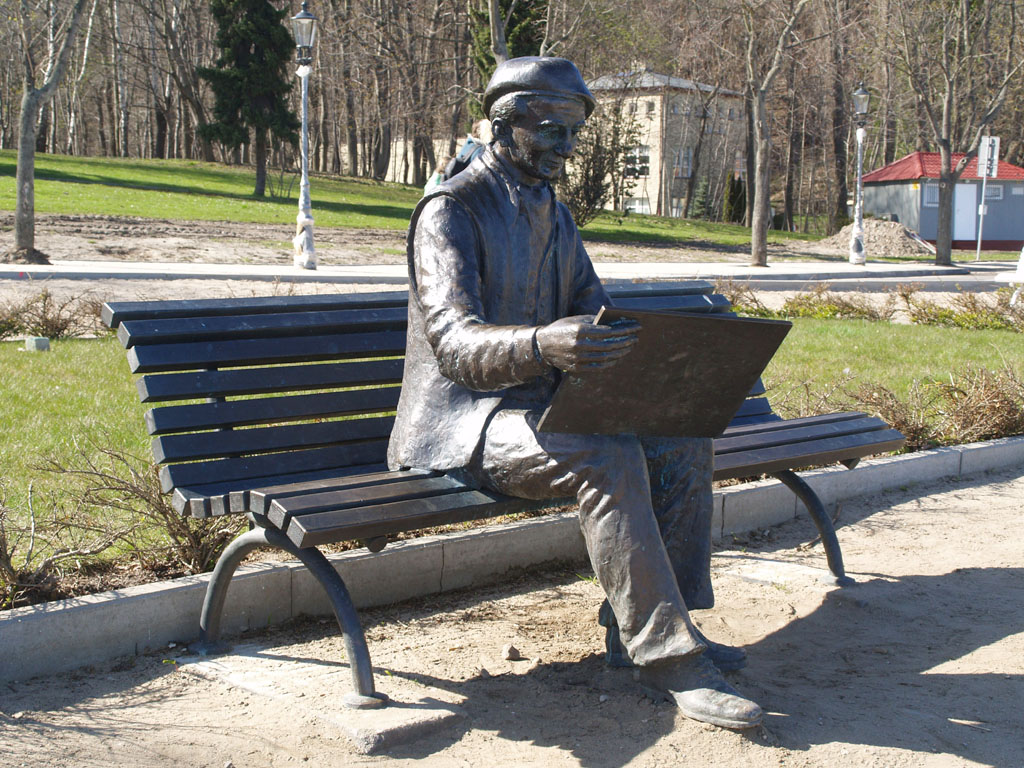
Ławeczka Antoniego Suchanka w Gdyni

Antoni Suchanek (ur. 27 kwietnia 1901 w Rzeszowie, zm. 19 listopada 1982 w Gdyni) – polski malarz, marynista.

## Życiorys
Urodził się w rodzinie Henryka i Zofii z Kamińskich. Ukończył szkołę średnią. Zdolności plastyczne przejawiał od wczesnych lat młodości. W związku z czym odebrał wykształcenie w Akademii Sztuk Pięknych w Krakowie. Był uczniem Józefa Mehoffera i Leona Wyczółkowskiego.
W czasie wojny polsko-bolszewickiej służył ochotniczo w 5 pułku piechoty Legionów.
W czasie II wojny światowej 5 czerwca 1943, podczas ślubu córki, aresztowany; więzień Pawiaka i obozu w Auschwitz, zwolniony na początku listopada 1943. Walczył w powstaniu warszawskim.
Spoczywa na cmentarzu Witomińskim obok swojej trzeciej żony, Stanisławy (kwatera 59-28-26).

## Działalność artystyczna

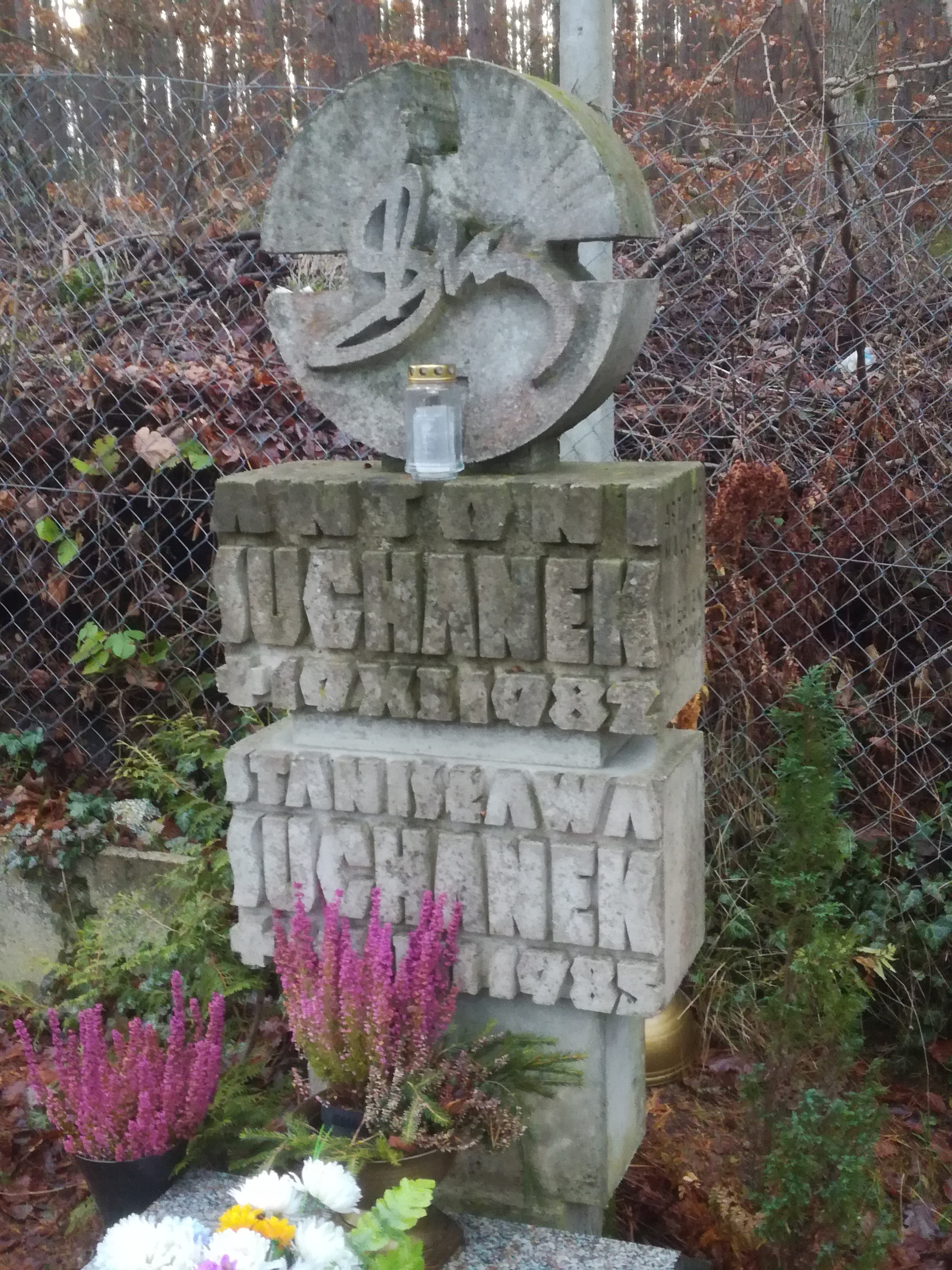
Grób Antoniego Suchanka na cmentarzu Witomińskim w Gdyni

Osiadł w Gdyni, gdzie czerpał inspirację z powstającego miasta, portu i stoczni – w czym był prekursorem. Tworzył z perspektywy Kamiennej Góry i Kępy Oksywskiej. Za Panoramę Gdyni II na III Wystawie Morskiej otrzymał I nagrodę. W momencie rozpoczęcia kampanii wrześniowej 1939 roku zastępował Macieja Nehringa na stanowisku dyrektora muzeum „Zachęty”. Nadzorował zabezpieczenie i pakowanie zbiorów muzeum, w tym „Bitwy pod Grunwaldem” Jana Matejki. W 1946 powrócił do Gdyni i osiedlił się w Orłowie. Tworzył kronikę ilustrującą podnoszenie się z ruin zniszczonego portu (cykl Stocznia buduje). Aktywny uczestnik życia artystycznego w Trójmieście, czego efektem było stworzenie w kawiarni artystycznej Cyganeria Grupy Polskich Marynistów Plastyków. Wsparł go w tym Marian Mokwa. Malował ilustracje do wielu czasopism ukazujących się na Wybrzeżu. Tworzył wystrój statków, wykonując obrazy do mes MS Oliwa, MS Koszalin i MS Modlin. Był częstym uczestnikiem indywidualnych wystaw, między innymi w:
- Gdyni (1947, 1950, 1961, 1966, 1968, 1977)
- Gdańsku (1952, 1953, 1971, 1979)
- Nowym Sączu (1968)
- Sopocie (1954)
- Warszawie (1978).
- na przełomie (2003/2004) w Muzeum Narodowym w Gdańsku została zorganizowana duża wystawa prac artysty pt. „Antoni Suchanek, malarstwo, rysunek”.

Twórczość artysty znajduje się obecnie m.in. w: Muzeum Warszawy, Muzeum Narodowym w Gdańsku, Muzeum Narodowym w Warszawie, Narodowym Muzeum Morskim w Gdańsku, Muzeum Miasta Gdyni, Muzeum Okręgowym w Bydgoszczy, Muzeum Ziemi Sądeckiej oraz w zbiorach instytucji związanych z gospodarką morską i kolekcjach prywatnych na całym świecie.

## Ordery i odznaczenia
- Krzyż Oficerski Orderu Odrodzenia Polski (1971)
- Złoty Krzyż Zasługi (29 października 1947)[2]
- Medal 10-lecia Polski Ludowej (25 marca 1955)[3]
- Odznaka „Zasłużony Pracownik Morza” (1971)
- Medal Pięćsetlecia Powrotu Gdańska do Polski (1957)
- Medal X Wieków Gdańska (1962)
- Medal Neptuna (1971)

## Upamiętnienie
31 maja 2009 w Orłowie przy molo została odsłonięta rzeźba przedstawiająca artystę (zob. Ławeczka Antoniego Suchanka), która stanęła na skwerze nazwanym jego imieniem.